# Bat Ye'or
Bat Ye'or (em hebraico:  בת יאור) é o pseudônimo de Gisèle Littman, que é conhecida por seus livros sobre a história das minorias religiosas no mundo muçulmano e moderna política europeia. Littman (nascida Orebi), nasceu em 1933, em Cairo, Egito, e mais tarde tornou-se cidadão britânica. Escrevendo sob o nome de Bat Ye'or (que significa "filha do Nilo") ela tem popularizado o termo dhimmitude em seus livros sobre a história do Oriente Médio, cristãos e judeus que viviam sob governos islâmicos. Ye'or descreve dhimmitude como a "específica condição social que resultou na jihad" e "estado de medo e insegurança" dos "infiéis" que são necessários "aceitar uma condição de humilhação." Ela também popularizou o termo Eurabia em seus escritos sobre a Europa moderna, em que ela afirma que o Islã, o antiamericanismo e antissemitismo, prevalecem sobre a cultura europeia e a política como um resultado da colaboração entre radicais árabes e muçulmanos, e do outro fascistas, socialistas, nazistas e antissemitas governantes da Europa.
O trabalho de Ye'or teve predominantemente recepção crítica entre especialistas acadêmicos no campo. Seu trabalho sobre este tema tem sido elogiado por alguns autores por escrever ao público popular. Outros livros de Ye'or também têm sidos sujeitos a controvérsia.

## Vida pessoal e anos iniciais
Bat Ye'or nasceu, numa família judia, no Cairo, Egito. Ela e seus pais saíram do Egito, em 1957, após a Guerra de Suez de 1956, chegando em Londres como refugiados apátridas.
Em 1958, ela frequentou o Instituto de Arqueologia na Universidade College, em Londres, e se mudou para a Suíça, em 1960, para continuar os seus estudos na Universidade de Genebra, mas nunca terminou seu mestrado e nunca teve um cargo acadêmico.

Ela descreveu a sua experiência da seguinte maneira:
Eu tinha testemunhado a destruição, em poucos anos, de uma vibrante comunidade Judaica que vivia no Egito há mais de 2.600 anos e que existia desde o tempo do profeta Jeremias. Eu vi a desintegração e o voo das famílias, oprimidas e humilhadas, a destruição de suas sinagogas, e o bombardeio dos bairros Judeus aterrorizando uma população pacífica. Eu pessoalmente tenho experimentado as agruras do exílio, a miséria da apatridia e eu queria jogar tudo isto para fora. Eu queria entender por que os Judeus de países Árabes, quase um milhão, tinha compartilhado a minha experiência.
Ela foi casada com o historiador britânico e defensor dos direitos humanos David Littman, entre setembro de 1959 até sua morte, em maio de 2012. Muitas de suas publicações e trabalhos eram em colaboração com Littman. Sua cidadania britânica data de seu casamento. Eles se mudaram para a Suíça, em 1960, e juntos tiveram três filhos.
Ela forneceu instruções para a organização das Nações Unidas e o Congresso dos EUA e tem dado palestras em grandes universidades, como Georgetown, Brown, Yale, Brandeis, e Columbia.

## Trabalhos
Ela é autora de oito livros, incluindo Eurabia: The Euro-Arab Axis (2005), Islam and Dhimmitude: Where Civilizations Collide (2001), The Decline of Eastern Christianity: From Jihad to Dhimmitude (França: 1991, Inglês: 1996), e The Dhimmi: Jews and Christians Under Islam (França: 1980, Inglês: 1985).

### Capítulos de livros
- 17 capítulos em Robert Spencer (ed.),The Myth of Islamic Tolerance: How Islamic Law Treats Non-Muslims, Prometheus Books, 2005. ISBN 1-59102-249-5.
- O fator Dhimmi no Êxodo dos judeus do países árabes em: Malka Hillel Shulewitz (ed.), The Forgotten Millions. The Modern Jewish Exodus from Arab Lands, Cassell, Londres/Nova York, 1999; Continuum, 2001, ISBN 0-8264-4764-3 (pp. 33–51).
- Uma Minoria Cristã: Os Coptas no Egito em W. A. Veehoven (ed.), Case Studies on Human Rights and Fundamental Freedoms. A World Survey.4 vols. Haia: Martinus Nijhoff, 1976, ISBN 90-247-1779-5.

### Artigos
- Muitos artigos publicados na National Review e FrontPage Magazine.